# Socialbidrag
Socialbidrag är bidrag som ges till den som inte på annat sätt skulle få en minimal skälig levnadsstandard.

## Sverige
Det ekonomiska biståndet är samhällets yttersta sociala ekonomiska skyddsnät i Sverige, och består av försörjningsstöd och av stöd till "livsföringen i övrigt". Försörjningsstödet består dels av en riksnorm och dels av "skäliga kostnader utanför riksnormen". I riksnormen ingår kostnader för bland annat livsmedel, kläder och skor. Skäliga kostnader utanför riksnormen är bland annat hyra och hushållsel. Riksnormen fastställs av regeringen.
Det är kommunerna som ansvarar för handläggningen av det ekonomiska biståndet, och kommunerna har egna riktlinjer som stöd för handläggning och beslutsfattande.
I och med att det ekonomiska biståndet är ett yttersta socialt skyddsnät förutsätts att den som ansöker om det enligt bästa förmåga försöker förändra sin situation, att behoven inte kan tillgodoses på annat sätt (genom andra stöd, egna besparingar e.d.), och att ansökan begränsar sig till en skälig levnadsnivå.
Det ekonomiska biståndet regleras av socialtjänstlagen.

## Finland
Det finska socialskyddssystemet grundar sig i hög grad på olika inkomstbundna förmåner, finansierade främst av löntagare och arbetsgivare, men lagstadgade och ofta administrerade av Folkpensionsanstalten. Till dessa hör till exempel arbetslöshetsunderstöd (främst via fackets försäkringskassor), sjukdagpenning och föräldrapenning. Personer med små inkomster har rätt till bostadsstöd, vilken för de fattigaste täcker största delen av vad som anses vara skäliga boendekostnader.
Den som inte får tillräcklig försörjning genom egna inkomster eller olika specifika understöd kan ansöka om utkomststöd av FPA. Utkomststödets grunddel skall täcka kostnaderna för minimalt normalt uppehälle. En tilläggsdel är avsedd att täcka övriga nödvändiga utgifter. För tilläggsdelen kan kommunen välja att betala ut den rutinmässigt eller kräva överenskommelse och kvitto för varje enskild utgift. Utkomststödet minskas i allmänhet med övriga inkomsters belopp, vilket upplevs som ett problem i diskussionen om fattigdomsfällor; tillfälligt arbete kan de facto, åtminstone tillfälligt, minska de disponibla inkomsterna för personer beroende av utkomststöd.
De flesta som får utkomststöd får det endast för enstaka månader och utkomststöd kan betalas ut som lån, till exempel i väntan på beslut om någon annan social förmån. Socialbyrån (i sista hand kommunen) har möjlighet att betala ut utkomststöd enligt egen bedömning också då lagen inte kräver det.
Den som försummat sin försörjning har inte rätt till utkomststöd. Därmed kan utkomststöd förvägras till exempel den som själv sagt upp sig eller vägrar ta emot erbjudet arbete.

## USA
Socialbidrag infördes på 1930-talet för att lindra den omfattande nöd som uppstod i landet under den stora depressionen. En reform genomfördes 1996, som överförde ansvaret på delstaterna och ställde högre krav på att söka arbete.